# Wilkes County 200 1953
Wilkes County 200 1953 var ett stockcarlopp ingående i Nascar Grand National Series (nuvarande Nascar Cup Series) som kördes 29 mars 1953 på den 0,625 mile (1,005 km) långa ovalbanan North Wilkesboro Speedway i North Wilkesboro, North Carolina. Totalt avverkades 125 miles (201,168 km) fördelat på 200 varv. Banunderlaget var dirt. Loppet vanns av Herb Thomas i en Hudson på tiden 1:44.18 körande för sitt eget team Herb Thomas Racing. Thomas snitthastighet var 71,907 mph. Prispotten uppgick till 3800 dollar, varvid 1000 dollar gick till segraren.

## Resultat
| Plc     | Nr  | Förare            | Team/ bilägare      | Konstruktör | Start | Varv | Ledda varv |
| ------- | --- | ----------------- | ------------------- | ----------- | ----- | ---- | ---------- |
| 1       | 92  | Herb Thomas       | Herb Thomas Racing  | Hudson      | 1     | 200  | 18         |
| 2       | 120 | Dick Rathmann     | Walt Chapman        | Hudson      | 3     | 200  | 70         |
| 3       | 14  | Fonty Flock       | Frank Christian     | Oldsmobile  | 4     | i.u. | 3          |
| 4       | 42  | Lee Petty         | Petty Enterprises   | Dodge       | 12    | i.u. | 0          |
| 5       | 43  | Jimmie Lewallen   | Dave Quate          | Dodge       | 10    | i.u. | 0          |
| 6       | 87  | Buck Baker        | Al Wheatley         | Lincoln     | 5     | i.u. | 0          |
| 7       | 82  | Joe Eubanks       | Phil Oates          | Hudson      | 11    | i.u. | 0          |
| 8       | 4   | Slick Smith       | Frank Christian     | Oldsmobile  | 9     | i.u. | 0          |
| 9       | 78  | Dick Passwater    | Frank Arford        | Oldsmobile  | 19    | i.u. | 0          |
| 10      | 55  | Bub King          | Bub King            | Hudson      | 15    | i.u. | 0          |
| 11      | 8   | Gene Comstock     | Gene Comstock       | Hudson      | 26    | i.u. | 0          |
| 12      | 60  | Dub Livingston    | Dub Livingston      | Dodge       | 30    | i.u. | 0          |
| 13      | 100 | Otis Martin       | Otis Martin         | Mercury     | 34    | i.u. | 0          |
| 14      | 0   | Ewell Weddle      | Weddle Racing       | Plymouth    | 28    | i.u. | 0          |
| 15      | 96  | Lucky Sawyer      | Lucky Sawyer        | Ford        | 32    | i.u. | 0          |
| 16      | 86  | Don Oldenberg     | Bill House          | Packard     | 21    | i.u. | 0          |
| 17      | 77  | Frank Arford      | Frank Arford        | Oldsmobile  | 20    | i.u. | 0          |
| 18      | 31  | Steve McGrath     | George Miller       | Hudson      | 25    | i.u. | 0          |
| 19      | 71  | Coleman Lawrence  | Coleman Lawrence    | Ford        | 33    | i.u. | 0          |
| 20      | 3   | Clyde Minter      | Coleman Lawrence    | Ford        | 29    | i.u. | 0          |
| 21      | 19  | Fred Dove         | Fred Dove           | Plymouth    | 31    | i.u. | 0          |
| 22      | 41  | Curtis Turner     | John Eanes          | Oldsmobile  | 8     | 109  | 9          |
| 23      | 91  | Tim Flock         | Ted Chester         | Hudson      | 2     | 100  | 100        |
| 24      | 58  | Johnny Patterson  | Ranier-Lundy Racing | Hudson      | 14    | i.u. | 0          |
| 25      | 2   | Bill Blair        | Bill Blair          | Oldsmobile  | 23    | i.u. | 0          |
| 26      | 1   | Herschel Buchanan | Herschel Buchanan   | Nash        | 13    | i.u. | 0          |
| 27      | 22  | Perk Brown        | R.G. Shelton        | Hudson      | 6     | i.u. | 0          |
| 28      | 13  | Pop McGinnis      | Irving Frye         | Hudson      | 24    | i.u. | 0          |
| 29      | 167 | Elton Hildreth    | Elton Hildreth      | Nash        | 15    | i.u. | 0          |
| 30      | 44  | Ray Duhigg        | Julian Petty        | Plymouth    | 22    | i.u. | 0          |
| 31      | 12  | Buddy Shuman      | Buddy Shuman        | Oldsmobile  | 7     | i.u. | 0          |
| 32      | 171 | Wally Campbell    | i.u.                | Dodge       | 17    | i.u. | 0          |
| 33      | 72  | Donald Thomas     | Doug Meeks          | Ford        | 18    | i.u. | 0          |
| 34      | 11  | June Cleveland    | i.u.                | Studebaker  | 27    | i.u. | 0          |
| Källor: |     |                   |                     |             |       |      |            |